# 九霄寒夜暖
《九霄寒夜暖》乃由李慧珠擔任總導演，鄧偉恩、黃斌執導，由李一桐、畢雯珺领衔主演的古裝奇幻懸疑劇 。本劇故事於2018年開始創作 ，於2019年以漫畫形式在騰訊動漫刊出《猉殿下的新娘》預告版，而於2021年正式組拍《九霄寒夜暖》，並於2023年2月25日在爱奇艺首播 。LiTV 線上影視全劇上架。

## 剧情简介
乾國的九霄城，有祺人混居於此。祺人來自朔北，可化身獸形，平日與乾人無異。但是近兩年來，乾族律法難以約束天生異能的祺族，兩族之間矛盾頻發。人族「畏寒」女捕快苏玖儿（李一桐饰）与祺族「内热」少主寒狰（畢雯珺饰），因关乎两族的离奇【童謠案】凶案相遇，机缘下组成「温差搭档」，兩人携手穿破阴谋迷雾，寻找案件背后真相，同时化解兩国族危机。

## 播出时间
| 频道          | 所在地   | 播出日期      | 播出时间                                 | 备注     |
| ------------- | -------- | ------------- | ---------------------------------------- | -------- |
| 愛奇藝        | 中国大陆 | 2023年2月25日 | 每日20:00更新2集，非會員次日20:00更新1集 |          |
| IQIYI国际版   | 海外     | 2023年2月25日 | 每日20:00更新2集，非會員次日20:00更新1集 |          |
| HUB娱家戏剧台 | 新加坡   | 2023年4月25日 | 星期一至五 21:00-22:00                   |          |
| LiTV 線上影視 | 臺灣     | 2023年7月28日 | 全套上架                                 |          |
| 愛爾達綜合台  | 臺灣     | 2023年10月5日 | 星期一至五 19:00-21:00                   | 兩集連播 |

## 演员列表

### 領銜主演
| 演員                                     | 角色   | 简介 |
| 李一桐 （幼年：黃麒麟兒） （文替：伊林） | 苏玖儿 | 乾國九霄城督查衛女巡衛 巡衛→巡使 相貌姣好、嬌小可愛，從小患有怪病，常常暈倒，身體會突然發冷，嚴重到五感漸失。只要觸碰寒猙（充電樁），就立即滿血復活。心中充滿正義感，性格古靈精怪，腦子裡總有很多的鬼點子，人緣極好，能迅速和周圍的人打成一片，擁有驚人的破案天賦。                                    |
| 畢雯珺 （文替：王同）                    | 寒狰   | 祺族少主→祺國殿下→乾國九霄城督查衛遊巡（暫扮苏玖儿手下）→免職→私聘 高端巡使助手 雪祺，長相俊朗，氣質尚冷、神秘，性格桀驁不馴，擁有多種超乎常人的能力，嗅覺、聽覺都異常靈敏（必要時，可閉五感），與人間生活格格不入，不知道如何與異性相處。是苏玖儿的行動電源。 請參見#九霄城督查衛。 請參見#朔北祺國。 |

### 乾國

#### 皇宮
| 演員   | 角色   | 简介 |
| 王偉華 | 定坤帝 | 皇帝 |
| 楊雨婷 | 皇后   | 皇后 |
| 杨仕泽 | 文婴   | 大皇子→太子殿下 王族繼承人，成熟穩重、重情重義，具有非常遠大的抱負，也十分在意弟弟，對其照顧有加。真實身分卻是玄祺少主穆延。 |
| 陈鹤一 | 文骏   | 二皇子 人稱駿王爺，天性善良真誠，充滿浪漫文藝氣質，不在意別人身份地位，對任何人都柔和以待，所以也得到了別人的尊重，沒有十分遠大的抱負和特別強烈的野心，私底下只是喜歡寫戲或者去逛畫社，對待愛情忠貞不渝、一心一意，心儀蘇玖兒，明白心愛之人心有所屬後，並沒有強求，而是以友情為掩護，悄然退到幕後，默默守護和祝福著對方。 |
| 馬月   | 和音   | 郡主 文駿青梅竹馬，心儀文駿。 |
| 李世鵬 | 劉福   | 宮內公公 文駿貼身護衛。 |
| 郭貞宇 | 阿奇   | 文嬰貼身護衛。 |
| 喬飛   | 李公公 | 朝廷內侍。黑市買賣祺元石老闆。 |

#### 九霄城督查衛
| 演員   | 角色   | 简介 |
| 宗峰岩 | 蘇渙   | 前任總捕頭（總巡使） 玖兒的父親，曾是九霄城督查衛總捕頭，因病去世。                                                  |
| 李一桐 | 苏玖儿 | 女巡衛→巡使 請詳見#領銜主演。                                                                                        |
| 畢雯珺 | 寒狰   | 祺族少主→祺國殿下→乾國九霄城督查衛遊巡（暫扮苏玖儿手下）→免職→ 私聘 高端巡使助手 請詳見#領銜主演。 請參見#朔北祺國。 |
| 王茂蕾 | 胡八道 | 老捕頭（巡使） 玖兒的義父，年輕時是九霄城風靡一時的名捕，擁有一顆暖男的心，默默照顧玖兒母女。                        |
| 劉亞鵬 | 嚴寬   | 現任總捕頭（總巡使） 在小事上時常苛責刁難玖兒和胡八道，但大是大非卻也分辨得清。                                      |
| 黎明明 | 岳大仁 | 捕快（巡衛）→巡使 時常拉踩玖兒和胡八道，卻也在關鍵時刻和督查衛眾人團結起來。                                         |
| 常鉞   | 王天運 | 捕快（巡衛） |
| 劉秀   | 劉伯   | 捕快（巡衛） |
| 楊朕   | 陳力   | 捕快（巡衛） |

#### 民間
| 演員   | 角色   | 简介                                                                          |
| 鄧英   | 秦湘宜 | 妙手仁醫 玖兒的母親，用盡畢生所學卻未能救回丈夫性命，因此更加珍惜病弱的玖兒。 |
| 傅首尔 | 阿花   | 玖兒的愛情導師。也是畫工高手（尤其擅畫男子），畫技媲美督查衛的畫工            |

### 朔北祺國
概分四大種族：雪、赤、蒼、玄。
| 演員   | 角色        | 简介 |
| 邵峰   | 雪祺王      | 祺族與國家統治者 寒猙的父親。 |
| 戚迹   | 寒凛        | 祺族國師 寒猙的老師。 |
| 何瑞贤 | 叱兰        | 祺族女將軍 赤祺，心思縝密的女謀士，勇武果決，智美雙全，一心輔佐寒猙為祺王，雖然她也有如水流般溫柔細膩的一面，但她把那一面藏在心中，以理性而嚴肅的態度面對生活，與別人相處。 |
| 畢雯珺 | 寒狰        | 祺族少主→祺國殿下 雪祺。 請詳見#領銜主演。 請參見#九霄城督查衛。 |
| 劉特   | 穆延        | 玄祺少主 寒猙的舊時知己。 |
| 李嘉輝 | 克雲察      | 蒼祺少主 寒猙的舊時知己。為愛離家，最終在九霄城中被西廂堂聘僱為保鑣。 |
| 胡承熠 | 克哈        | 蒼祺，寒猙的蠢萌忠僕。 |
| 蔡宜達 | 玄祺王 穆剎 | 祺族四部族首領 極力反對祺乾兩國交好，一心想挑起乾祺紛爭 |
| 艾力庫 | 蒼祺王      | 祺族四部族首領 |
| 耿大勇 | 赤祺王      | 祺族四部族首領 |

### 吟雪閣
| 演員 | 角色   | 简介 |
| 王力 | 賢侯爺 | 吟雪閣成員之一→因案發遭滅口 皇后兄弟，西郊獵場擁有者，不喜祺人，私下謀販祺人至寶—祺元石。 請詳見#海妖案。 |

### 刑偵案卷集

#### 童謠案
| 演員   | 角色   | 简介 |
| 張建民 | 李知年 | 乾國監營司長 親祺派。 |
| 齊爾洛 | 劉廷敬 | 乾國運糧司長 理民中郎 親祺派。 |
| 田凱   | 蔣德   | 乾國大臣 親祺派。 |
| 李軍   | 張雲鶴 | 乾國監儀司長 親祺派。於綁架案中，逃出，但卻失足摔落崖底而亡。                                                                                           |
| 楊大鵬 | 張森   | 乾國宮中御廚 與夫人為娃娃親，婚後極度寵愛，但是夫人卻是想與其摯愛祺人私奔朔北。最終，毒死夫人，斬殺祺人與親祺派之乾朝官員，並嫁禍祺人。以破壞兩國交好。 |

#### 畫師案
| 演員                | 角色   | 简介 |
| 陳旭明              | 魏公麟 | 南風齋齋主 《雪夜九霄圖》（畫中仙）畫者。曾腳有寒疾不便行走，經針灸治癒後，便出外雲遊。實則被馮穆遠軟禁。後冯穆远案發逃離時，順帶攜逃。                                   |
| 劉瀚陽              | 徐有道 | 南風齋畫師 大弟子，《狼頭人夜遊》畫者。是早年意外害死小師妹元凶之一。 |
| 馬瑞澤              | 王計容 | 南風齋畫師 二弟子，《寒江獨釣圖》畫者。是早年意外害死小師妹元凶之一。 |
| 高廣澤              | 林知行 | 南風齋畫師 三弟子，南風齋代理掌事，《惡之花》畫者。是早年意外害死小師妹元凶之一。                                                                                         |
| 李砚                | 冯穆远 | 南風齋畫師 六弟子，《飛天仕女圖》畫者。是常年為追查意外死亡之小師妹的知情人。早年曾情繫小師妹。                                                                           |
| 許雅婷 （中國香港） | 孟淮芸 | 南風齋畫師 魏公麟最小女弟子，天賦極高，初入畫齋，一騎絕塵，遠超所有弟子，繪出不少極品畫作，但待不到一年，被謠傳已隨父母棄畫回鄉。實則早已被三位師兄意外害死。棄屍於荒郊。 |
| 周遠                | 李掌櫃 | 無名畫社掌櫃 常以第三方立場，述明南風齋畫師間的相關利害關係之旁觀者。也對督查衛辦案，有著極大助益。                                                                       |
| 王力                | 賢侯爺 | 無名畫社東家 買畫東家，文駿舅舅、和音父親。 |

#### 還魂案
| 演員     | 角色   | 简介                                                                                               |
| 袁成傑   | 任風陽 | 西廂堂伶人→罪有應得（失神墜落亡）                                                                  |
| 李釗     | 石露清 | 西廂堂女伶→慘遭橫禍失身（終墜樓亡） 本名賀清，南國賀派第四代長女。                                 |
| 付柔美琦 | 小梅   | 西廂堂女伶→慘遭滅口（勒斃） 任風陽婢女。                                                           |
| 大勇     | 陳伯良 | 西廂堂老闆→罪有應得（被斬殺）                                                                      |
| 李嘉輝   | 克雲察 | 蒼祺少主→為親身斬殺罪犯，自斷一臂（自刎而亡） 石露清愛人，西廂堂近期聘僱的保鑣。 請詳見#朔北祺國。 |
| 鄭勝利   | 周廣林 | 綢緞商人→罪有應得（落網） 九霄城最富有綢緞商                                                       |
| 周璞     | 賀餘秦 | 南國賀家戲派掌門人→獲罪 石露清父親                                                                 |

#### 芍藥案
| 演員   | 角色   | 简介                                                             |
| 魏峰   | 阿布   | 祺人，卡卡的父親。                                               |
| 董偉偉 | 卡卡娘 | 祺人，卡卡的母親，十年前死去。                                   |
| 簡宇熙 | 卡卡   | 祺人，小斌好友。                                                 |
| 盛旨宇 | 小斌   | 乾人，督查衛巡衛劉伯的兒子。此案（殺害卡卡娘）之兇犯。           |
| 劉秀   | 劉伯   | 乾人，督查衛巡衛。此案（殺害卡卡娘）之兇犯蹤跡湮滅、嫁禍他案者。 |

#### 海妖案
| 演員 | 角色   | 简介 |
| 王力 | 賢侯爺 | 吟雪閣成員→因案發遭滅口 皇后兄弟，西郊獵場擁有者，不喜祺人，私下謀販祺人至寶—祺元石。 請參見#吟雪閣。             |
| 周遠 | 李掌櫃 | 無名畫社掌櫃→獲罪 賢侯爺下屬。曾謊騙郡主其幼時玩物—通天螺已遺失。獲罪臨死前，將罪責方向導向乾國鄧執相與太子殿下。 |

#### 祺毒案
| 演員   | 角色   | 简介                                     |
| 魏峰   | 阿布   | 祺人，卡卡的父親，身中祺毒，呈返祖狀態。 |
| 簡宇熙 | 卡卡   | 祺人。                                   |
| 邵虹   | 曹阿婆 | 乾人，修面師。                           |
| 陳景斌 | 鄧執相 | 乾人，乾國宰相。                         |

## 電視劇原聲帶
| 《九霄寒夜暖》電視劇原聲帶 | 《九霄寒夜暖》電視劇原聲帶 | 《九霄寒夜暖》電視劇原聲帶 |
| 曲序                       | 曲目                       | 演唱                       |
| -------------------------- | -------------------------- | -------------------------- |
| 1.                         | 《朝暮》（片頭曲）         | 劉宇宁                     |
| 2.                         | 《入懷》（片尾曲）         | 戴燕妮 & 苟晨浩宇          |
| 3.                         | 《似你》（插曲）           | 王靖雯                     |

## 直播
- 2023年2月24日 17:00 - 18:00 微博
- 2023年2月26日 18:30 - 19:30 抖音